# Herbert Pöllmann
Herbert Pöllmann (* 30. Juni 1956 in Waldsassen; † 5. Mai 2022 in Halle (Saale)) war ein deutscher Mineraloge, Geochemiker und Kristallograph. Von 1994 bis 2022 war er Professor für Mineralogie und Geochemie an der Martin-Luther-Universität Halle-Wittenberg.

## Leben und Wirken
Pöllmann studierte von 1975 bis 1980 Mineralogie an der Friedrich-Alexander-Universität Erlangen-Nürnberg. Seine Diplomarbeit schrieb er im Jahr 1981. Seine Dissertation mit dem Titel Die Kristallchemie der Neubildungen bei Einwirkung von Schadstoffen auf hydraulische Bindemittel schrieb er 1984 ebenfalls an der Universität in Erlangen. Im Mai 1984 habilitierte er an der Universität Erlangen und arbeitete darauf dort zwei Jahre als Assistenz-Professor. Im Jahr 1994 wurde er als Professor für Mineralogie und Geochemie an das Institut für Geowissenschaften und Geographie der Martin-Luther-Universität in Halle (Saale) berufen.
Pöllmann leitete zu seiner Zeit in Halle die Fachgruppe für Mineralogie und Geochemie, betreute zahlreiche Abschlussarbeiten und war sehr umfangreich in der Forschung tätig, insbesondere zur Untersuchung zementärer Mineralbildungen, Fragestellungen der Immobilisierung von Schadstoffen in Speichermineralen, die Einsparung von Kohlendioxid durch Ersatz von Kalkstein, insbesondere durch Puzzolane, aber auch mineralogisch-geologischen Themen der mineralischen Rohstoffe und Sekundärminerale in Basalten.
Im Mai 2022 verstarb Pöllmann kurz vor Eintritt in den Ruhestand.

## Mineralbeschreibungen
Herbert Pöllmann entdeckte und bearbeitete als Haupt- bzw. Koautor die fünf neuen Minerale Kuzelit (1997), Serrabrancait (2000),
Fluornatromikrolith (2011), Lagalyit (2017) und Freitalit (2020).

## Ehrungen
Pöllmann erhielt u a. die folgenden Ehrungen und Auszeichnungen.
- 1995 Georg-Agricola Medaille der Deutsche Mineralogische Gesellschaft[12]
- Ehrenmitglied in der Vereinigung der Freunde der Mineralogie und Geologie[13]

## Publikationen (Auswahl)
- Hrsg. mit M. Broekmans: Applied mineralogy of cement and concrete. In: Reviews in mineralogy and geochemistry, Bd. 74, de Gruyter, 364 S. (2018).
- als Hrsg.: Cementitious materials – composition, properties, application. de Gruyter, 518S. (2017), ISBN 978-3-110473735
- Mineralisation of wastes and industrial residues. Shaker-Vlg., 418S. (2010), ISBN 978-3-8322-8836-5
- Immobilisierung von Schadstoffen durch Speicherminerale. Shaker-Vlg., 430 S., (2007), ISBN 978-3-8322-6377-5
- Hrsg. mit A. Mücke: Beiträge zur Mineralogie und Geologie Sachsen-Anhalts. VFMG, Sonderband, 249 S.(1999)
- Mineralogisch-Kristallographische Untersuchungen an Hydratationsprodukten der Aluminatphase hydraulischer Bindemittel. Habilitationsschrift, Universität Erlangen-Nürnberg (1989).
- Die Kristallchemie der Neubildungen bei Einwirkung von Schadstoffen auf hydraulische Bindemittel. Dissertation, Universität Erlangen-Nürnberg, 1984.